# Eryngium galioides
Eryngium galioides es un cardo de la familia de las umbelíferas.

## Descripción
Hierba anual o bienal espinosa, frecuentemente teñida de azul. Tallos de hasta 15-25 cm de longitud y 2 mm de grosor, erectos simples o abundantemente ramificados. Hojas alternas, simples; las inferiores de hasta 8-10 cm de largo y 2-2,5 cm en su parte más ancha, largamente pecioladas, con limbo de oblongo-lanceolado a oblanceolado, entero o inciso-dentado; las caulinares sentadas, normalmente con 2 lóbulos en la base. Flores hermafroditas, actinomorfas, pentámeras, en inflorescencias capituliformes (capítulos) reunidas en cimas dicasiciales de pocas ramas. Capítulos de 3-8 mm; los centrales sentados, con 4-10 flores y 5-8 brácteas periféricas (involucrales) lanceoladas con 1-3 pares de espinas en el margen. Cáliz con 5 sépalos con una espina apical. Corola con 5 pétalos marcadamente curvados hacia dentro (incurvados), más cortos que los sépalos. Androceo con 5 estambres. Ovario ínfero, con 2 carpelos. Frutos de c. 1,5 mm con escamas en la parte superior, formados por 2 aquenios unidos por la cara interna (diaquenio).

## Distribución y hábitat
Endemismo ibérico. Áreas con encharcamiento temporal, bordes de lagunas. Florece y fructifica desde finales de primavera y a lo largo del verano.

## Taxonomía
Eryngium galioides fue descrita por Jean-Baptiste Lamarck y publicado en Encyclopédie Méthodique, Botanique 4: 757. 1797.
Citología
Número de cromosomas de Eryngium galioides (Fam. Umbelliferae) y táxones infraespecíficos: n=8
Etimología
Eryngium: nombre genérico que probablemente hace referencia a la palabra que recuerda el erizo: "Erinaceus" (especialmente desde el griego "erungion" = "ción"), sino que también podría derivar de "eruma" (= protección), en referencia a la espinosa hojas de las plantas de este tipo.
galioides: epíteto compuesto que significa "como Galium"
 Sinonimia
- Eryngium pauciflorum Hoffmanns. & Link
- Eryngium pusillum F.Delaroche[6]